# Hiroko Nakayama
Hiroko Nakayama (jap. 中山 弘子, Nakayama Hiroko; * 6. Februar 1945 in Luodong (Ratō), Landkreis Yilan (Giran-ken), Taiwan, Japanisches Kaiserreich) ist eine japanische Politikerin. Sie war von 2002 bis 2014 für drei Amtszeiten Bürgermeisterin von Shinjuku, ein „Sonderbezirk“ (tokubetsu-ku, engl. "city") und der Verwaltungssitz der Präfektur Tokio.
Nakayama wurde im letzten Kriegsjahr in der japanischen Kolonie Taiwan geboren. Nach Kriegsende wuchs sie in der Heimat ihres Vaters in der Präfektur Gunma auf. Sie absolvierte die präfekturbetriebene Numata-Mädchenoberschule (Gunma kenritsu Numata joshi kōtō gakkō) und studierte anschließend an der Nihon Joshi Daigaku. Nach ihrem Abschluss wurde sie 1967 Beamtin in der Präfekturverwaltung Tokio, wo sie unter anderem zur Büroleiterin (kyokuchō) der Sekretariate der Revisoren und der Personalkommission aufstieg. 2002 verließ sie die Präfekturverwaltung für ihren Wechsel in die Politik.
Bei der rücktrittsbedingt vorgezogenen Bürgermeisterwahl in Shinjuku im November 2002 kandidierte Nakayama mit Unterstützung von LDP, DPJ und Kōmeitō und setzte sich bei historisch niedriger Wahlbeteiligung von 25 % gegen zwei Kandidaten durch. Sie war die erste Frau als Bürgermeister eines Tokioter Sonderbezirks, die dritte unter allen Städten in Tokio und damals eine von nur sechs Bürgermeisterinnen von kreisfreien Städten oder Sonderbezirken landesweit. 2006 und zuletzt 2010 mit Unterstützung von LDP, Kōmeitō und Tachiagare Nippon wurde sie wiedergewählt. 2014 kandidierte sie nicht für eine Wiederwahl und wurde im Dezember 2014 von Ken’ichi Yoshizumi abgelöst.